# Roberto Hoyas
Roberto Hoyas Calvo (Madrid, 1 de agosto de 1979) es un actor español.
Es uno de los numerosos actores jóvenes que se dieron a conocer a raíz de la serie juvenil Al salir de clase dando vida al personaje Alberto. Desde entonces ha rodado varias películas a las órdenes de directores como Antonio Giménez Rico, Jaime Chávarri o incluso Pedro Almodóvar (hizo un pequeño papel en La mala educación).
Una de las primeras escenas de Roberto Hoyas en ASDC nos muestra a Alberto haciendo el amor con Carlota (Pilar López de Ayala) cuando en plena acción se le rompe el preservativo.  Roberto Hoyas era Alberto, el buenazo hermano de Elena (Athenea Mata) y hermanastro de Íñigo. Dejó la serie para hacer Besos para todos.
Participó en la serie de TV Luna negra y rodó bajo las órdenes de Pedro Almodóvar en La mala educación. Desde entonces ha estado haciendo teatro, la serie Ángel o demonio y desde 2012 reside en México DF, donde ha realizado diversos papeles en series y películas.

## Filmografía

### Cine
- Besos para todos (2000), de Jaime Chávarri.
- Algunas chicas doblan las piernas cuando hablan (2001), de Ana Díez.
- Primer y último amor (2002), de Antonio Giménez Rico.
- La mala educación (2004), de Pedro Almodóvar.
- Esta es la noche (2005), de Ana Rodríguez Rosell (corto).
- Pobre juventud (2006), de Miguel Jiménez
- Ciclope (C) (2009) de Carlos Morett
- Buscando a Eimish (2012) de Ana Rodríguez Rosell.

### Televisión
- Al salir de clase (1998-2000)
- Luna negra (2003)
- Lobos (2005). Episódico.
- El comisario (2005). Episódico.
- Escenas de matrimonio (2007). Episódico.
- El síndrome de Ulises (Versión Española) (2007). Episódico.
- La que se avecina (2009). 2 episodios.
- Lalola (Versión Española) (2008), como Matías.(16 episodios).
- Hermanos y detectives (versión española) Como Felipe, episódico.
- Ángel o demonio (2011) como el padre Adrian.